# Norleucine
La norleucine est un acide α-aminé non protéinogène. Il s'agit de l'isomère linéaire de la leucine, l'isoleucine et la tert-leucine. Il en existe deux énantiomères : la L-norleucine et la D-norleucine. Le racémique est obtenu par réaction de l'acide 2-bromohexanoïque avec l'ammoniac en solution aqueuse à 50 °C.
La norleucine est utilisée en recherche sur la structure des protéines par substitution sur l'ARN de transfert de la méthionine en tirant parti du fait que les aminoacyl-ARNt synthétases ne distinguent pas cet acide aminé protéinogène de la norleucine ni de l'éthionine.